# Nina von Porembsky
Marina „Nina“ Elisabeth von Porembsky (* 6. August 1940 in Berlin; † zwischen 21. und 25. Mai 1983 ebenda) war eine deutsche Schauspielerin bei Film und Fernsehen.

## Leben und Wirken
Über Nina von Porembsky sind kaum Informationen bekannt. Als Tochter von Alexa von Porembsky und des Schauspielers Andreas Ortner gelang ihr leicht der Sprung ins Showgeschäft. Schon 1950 sprach sie eines der vielen kleinen Häschen in der deutschen Erstsynchronisation des Disney-Klassikers Bambi, bei dem etwa 100 Berliner Kinder mitwirkten. In ihrem Filmdebüt, der altväterlichen Romanze Wenn der weiße Flieder wieder blüht, spielte sie an der Seite zweier weiterer Schauspielerkinder, Götz George und Romy Schneider. Doch anders als die beiden zuvor Genannten, die sich wenig später zu veritablen Stars entwickeln sollten, konnte sich Nina von Poremsbky trotz einer Reihe von Anschlussrollen nicht wirklich durchsetzen.
Bis zum Ende der 1950er Jahre wirkte die schmale und eher kleine Nachwuchsmimin mit wenig auffälligen Rollen in Kinoproduktionen mit, darunter Das Sandmännchen (1955) und Unser Wunderland bei Nacht (1959) an der Seite ihrer Mutter. Nach nur drei Fernsehfilmen 1966/67 war ihre Schauspielkarriere bereits beendet. 1971 sprach sie noch die Hauptrolle in dem Hörspiel Kann das Quietschen der Straßenbahn nur eine Frau gewesen sein? ein. Unbemerkt von der Öffentlichkeit und den Medien verstarb die Schauspielerin im Mai 1983 in ihrer Wohnung in Berlin-Schöneberg. Ihr Leichnam wurde erst Tage später aufgefunden.

## Filmografie
- 1953: Wenn der weiße Flieder wieder blüht
- 1954: … und ewig bleibt die Liebe
- 1954: Ihre große Prüfung
- 1955: Roman einer Siebzehnjährigen
- 1955: Das Sandmännchen
- 1956: Der Weg ist dunkel (Fernsehfilm)
- 1957: Das Glück liegt auf der Straße
- 1959: Unser Wunderland bei Nacht
- 1959: Nocturno im Grand Hotel
- 1966: Robert (Fernsehfilm)
- 1967: Ein Mann, der nichts gewinnt (Fernsehfilm)
- 1967: Abgründe (Fernsehfilm)

## Hörspiele
- 1957–1964: Thierry: Pension Spreewitz (Sie sprach 1958–1959 in mehr als zwanzig Folgen die Rolle der „Lucile“.) – Regie: Ivo Veit (150 Folgen) (RIAS Berlin)[4]
- 1972: Wolf Wondratschek: Kann das Quietschen der Straßenbahn nur eine Frau gewesen sein? (Hauptrolle) – Regie: Wolf Wondratschek (WDR)